# Mazatlán Fútbol Club
El Mazatlán Fútbol Club es un club de fútbol de Mazatlán, Sinaloa, México. Fue fundado el 2 de junio de 2020 y actualmente participa en la Primera División de México. Tiene como sede el Estadio El Encanto. Los integrantes de esta institución ostentan el apodo de "Cañoneros".

## Historia
En 2017 iniciaron las obras de construcción del Estadio de Mazatlán, como parte de un proyecto de construcción y modernización de diversos recintos deportivos en el estado de Sinaloa. Simultáneamente se buscó conseguir un equipo de fútbol profesional para ocupar el nuevo recinto.
El 2 de junio de 2020, Monarcas Morelia anunció mediante un comunicado en redes sociales el inicio de los trámites ante la Federación Mexicana de Fútbol y la Liga MX para cambiar de sede a la ciudad de Mazatlán, en el estado de Sinaloa. El 8 de junio se presentó el morado como color oficial de la institución. El día 10 del mismo mes, en la Asamblea de la LIGA MX, se aprobó el cambio de nombre y sede del Monarcas Morelia a Mazatlán FC. Al día siguiente se anunció a Francisco Palencia como primer director técnico del equipo.
El primer partido de la historia de la institución se celebró el 3 de julio de 2020 en el marco de la Copa por México, un torneo amistoso que funcionó como preparación para la temporada oficial, en el encuentro disputado en el Estadio Akron de Zapopan, el Mazatlán empató a cero goles ante los Tigres de la UANL. Posteriormente, el equipo disputó otros dos partidos más, en los cuales fue derrotado por el Atlas Fútbol Club (0-1) y el Club Deportivo Guadalajara (1-3).
El 27 de julio de 2020 el equipo disputó el primer encuentro oficial en su historia. El Mazatlán recibió al Puebla en la jornada 1 del Torneo Guard1anes 2020, el partido concluyó con la derrota del equipo mazatleco por 1-4. Al minuto 36 el delantero César Huerta anotó el primer gol en un juego oficial en la historia de la institución. Debido a la pandemia de coronavirus el partido inaugural se disputó a puerta cerrada.
El 7 de agosto de 2020 el equipo consigue su primera victoria oficial en la Liga MX, derrotando 2-1 al equipo de Toluca. El delantero Fernando Aristiguieta marcó el primer doblete en la historia del club. El 3 de octubre de 2020 Francisco Palencia se convirtió en el primer DT cesado en la historia del club, dos días más tarde se anunció a Tomás Boy como el segundo entrenador en la historia de la institución. En su primer torneo el club finalizó en la posición 14 de la tabla general con 16 puntos producto de cuatro victorias, cuatro empates y nueva derrotas.
Para el siguiente torneo el equipo mantuvo a Boy en el banquillo, al finalizar la temporada, el equipo mazatleco ocupó la posición 13 de la tabla con 21 puntos producto de seis victorias; tres empates y ocho derrotas, tras estos números, el técnico mexicano fue cesado de su cargo al terminar el torneo. Para la nueva temporada, el equipo apostó por el estratega vasco Beñat San José.
En el clausura 2023, después de malos resultados y de estar en el último lugar de la tabla general, Mazatlán despidió a Gabriel Caballero como DT, llegando en su lugar a Rubén Omar Romano.
El 30 de abril de 2023, Mazatlán anuncia la destitución de Romano del club.

## Uniforme

### Uniformes actuales
- Uniforme local: Camiseta morada, pantalón y medias moradas.
- Uniforme visitante: Camiseta naranja, pantalón y medias naranjas.
- Uniforme alternativo: Camiseta morado, pantalón negro y medias moradas.

| Primer Uniforme | Segundo Uniforme | Tercer Uniforme |

### Uniformes anteriores
- 2023-24

| Primer Uniforme | Segundo Uniforme | Tercer Uniforme |

- 2022-23

| Primer Uniforme | Segundo Uniforme | Tercer Uniforme |

- 2021-22

| Primer Uniforme | Segundo Uniforme | Tercer Uniforme |

- 2020-21

| Primer Uniforme | Segundo Uniforme | Tercer Uniforme |

### Indumentaria
| Período       | Proveedor | Logo |
| ------------- | --------- | ---- |
| 2020-presente | Pirma     |      |

## Jugadores

### Plantilla y cuerpo técnico
- De acuerdo con los reglamentos, de competencia de la Liga MX y de participación por formación de la FMF, los equipos del máximo circuito están limitados a tener registrados en sus plantillas un máximo de nueve jugadores no formados en México, de los cuales solo ocho pueden ser convocados por partido y únicamente siete podrán tener participación. Esta categoría de registro, no solo incluye a los extranjeros, sino también a los mexicanos por naturalización y los mexicanos por nacimiento, cuyo periodo formativo (contemplado entre los 12 y 21 años) no se hubiera realizado en el país.[23][24]
- En virtud de lo anterior, la nacionalidad expuesta aquí, corresponde a la del registro formal ante la liga, indistintamente de otros criterios como doble nacionalidad, la mencionada naturalización o la representación de un seleccionado nacional distinto al del origen registrado.
- En cumplimiento de lo dispuesto por el artículo 27 del reglamento de competencia, los clubes deberán acumular un mínimo de 1000 minutos jugados por elementos menores a los 23 años; para ello, y de conformidad con los artículos 8, 9 y 10, podrán utilizar jugadores de sus equipos de categorías menores que participan en las Ligas de Fuerzas Básicas; o en caso de tenerlas, de sus filiales de Liga de Expansión, Liga Premier y Liga TDP. Todo lo anterior con el formato de «carnet único», es decir, la autorización formal de la FMF para jugar en todos los equipos ligados a la misma institución. Por lo cual, para los efectos de esta tabla, solo aparecerán los jugadores registrados en la fuente principal (sitio oficial de la Liga MX) para el primer equipo, y no aquellos que en el lapso del certamen disputen partidos para cumplir la regla de menores, sin estar inscritos en el plantel principal.[25]

### Altas y bajas: Apertura 2025
| Altas            | Altas         | Altas                     | Altas    |
| Jugador          | Posición      | Origen                    | Tipo     |
| ---------------- | ------------- | ------------------------- | -------- |
| André Alcaráz    | Portero       | Ranger's Futbol Club      | Traspaso |
| Alberto Herrera  | Mediocampista | Club Puebla               | Préstamo |
| Sebastián Fierro | Mediocampista | Club León                 | Préstamo |
| Jorge García     | Mediocampista | Celaya Fútbol Club        | Traspaso |
| Daniel Hernández | Mediocampista | Club León                 | Préstamo |
| Fábio Gomes      | Delantero     | Club Bolivar              | Traspaso |
| Dudu             | Delantero     | Clube Desportivo Nacional | Traspaso |

| Bajas            | Bajas         | Bajas                        | Bajas           |
| Jugador          | Posición      | Destino                      | Tipo            |
| ---------------- | ------------- | ---------------------------- | --------------- |
| Hugo González    | Portero       | Deportivo Toluca Fútbol Club | Préstamo        |
| Samir Caetano    | Defensa       | Al-Najma SC                  | Fin de préstamo |
| Ventura Alvarado | Defensa       | Club Deportivo Irapuato      | Libre           |
| Jair Díaz        | Defensa       | Club Puebla                  | Préstamo        |
| Rodolfo Pizarro  | Mediocampista | Fútbol Club Juárez           | Traspaso        |
| Luis Amarilla    | Delantero     | Club Cerro Porteño           | Préstamo        |

## Entrenadores
| Nombre                 | Nac.                 | Desde                | Hasta                | Estadísticas | Estadísticas | Estadísticas | Estadísticas | Estadísticas |
| Nombre                 | Nac.                 | Desde                | Hasta                | J            | G            | E            | P            | %            |
| ---------------------- | -------------------- | -------------------- | -------------------- | ------------ | ------------ | ------------ | ------------ | ------------ |
| Francisco Palencia     | Bandera de México    | 11 de junio de 2020  | 3 de octubre de 2020 | 13           | 2            | 4            | 7            | 15.38%       |
| Tomás Boy              | Bandera de México    | 5 de octubre de 2020 | 3 de mayo de 2021    | 21           | 8            | 3            | 10           | 38.1%        |
| Beñat San José         | Bandera de España    | 18 de mayo de 2021   | 2 de marzo de 2022   | 25           | 7            | 6            | 12           | 28%          |
| Gabriel Caballero      | Bandera de México    | 14 de marzo de 2022  | 29 de enero de 2023  | 30           | 7            | 11           | 12           | 23.33%       |
| Christian Ramírez      | Bandera de México    | 29 de enero de 2023  | 5 de febrero de 2023 | 1            | 0            | 0            | 1            | 0%           |
| Rubén Omar Romano      | Bandera de Argentina | 6 de febrero de 2023 | 30 de abril de 2023  | 13           | 2            | 1            | 10           | 15.38%       |
| Ismael Rescalvo        | Bandera de España    | 18 de mayo de 2023   | 8 de abril de 2024   | 32           | 9            | 7            | 16           | 28.13%       |
| Víctor Manuel Vucetich | Bandera de México    | 7 de mayo de 2024    | 13 de mayo de 2025   | 39           | 8            | 15           | 16           | 20.51%       |
| Robert Dante Siboldi   | Bandera de Uruguay   | 20 de mayo de 2025   | Presente             | 3            | 1            | 1            | 1            | 33.33%       |